# Nederlandse kampioenschappen schaatsen sprint 2005
De Nederlandse Kampioenschappen Sprint 2005 werden op 29 en 30 december 2004 gehouden in Groningen op de ijsbaan Kardinge.
| Datum                     | Onderdeel                                                               |
| ------------------------- | ----------------------------------------------------------------------- |
| zaterdag 29 december 2004 | 500 meter vrouwen 500 meter mannen 1000 meter vrouwen 1000 meter mannen |
| zondag 30 december 2004   | 500 meter vrouwen 500 meter mannen 1000 meter vrouwen 1000 meter mannen |

## 500 meter, 1e run
| rang   | schaatsster         | tijd  |
| ------ | ------------------- | ----- |
| Goud   | Marianne Timmer     | 39,78 |
| Zilver | Annette Gerritsen   | 40,02 |
| Brons  | Frouke Oonk         | 40,04 |
| 4      | Marieke Wijsman     | 40,15 |
| 5      | Sanne van der Star  | 40,29 |
| 6      | Willeke van Benthem | 40,62 |
| 7      | Wieteke Cramer      | 40,70 |
| 8      | Marloes Gelderblom  | 41,07 |
| =      | Barbara de Loor     | 41,07 |
| 10     | Renate Groenewold   | 41,17 |

| rang   | schaatser         | tijd  |
| ------ | ----------------- | ----- |
| Goud   | Gerard van Velde  | 36,08 |
| Zilver | Beorn Nijenhuis   | 36,14 |
| Brons  | Jacques de Koning | 36,19 |
| 4      | Jan Bos           | 36,57 |
| 5      | Alexander Oltrop  | 36,68 |
| 6      | Remco Olde Heuvel | 36,92 |
| 7      | Stefan Groothuis  | 36,95 |
| 8      | Simon Kuipers     | 37,10 |
| 9      | Yuri Solinger     | 37,16 |
| 10     | Jurre Trouw       | 37,39 |

## 1000 meter, 1e run
| rang   | schaatsster         | tijd    |
| ------ | ------------------- | ------- |
| Goud   | Marianne Timmer     | 1.19,67 |
| Zilver | Frouke Oonk         | 1.19,86 |
| Brons  | Renate Groenewold   | 1.20,16 |
| 4      | Barbara de Loor     | 1.20,19 |
| 5      | Annette Gerritsen   | 1.20,46 |
| 6      | Wieteke Cramer      | 1.20,60 |
| 7      | Els Murris          | 1.20,89 |
| 8      | Marieke Wijsman     | 1.20,91 |
| 9      | Willeke van Benthem | 1.21,34 |
| 10     | Sandra 't Hart      | 1.21,51 |

| rang   | schaatser         | tijd    |
| ------ | ----------------- | ------- |
| Goud   | Beorn Nijenhuis   | 1.10,63 |
| Zilver | Jan Bos           | 1.11,65 |
| Brons  | Erben Wennemars   | 1.11,68 |
| 4      | Gerard van Velde  | 1.12,18 |
| 5      | Remco Olde Heuvel | 1.12,59 |
| 6      | Stefan Groothuis  | 1.12,67 |
| 7      | Yuri Solinger     | 1.13,04 |
| 8      | Jacques de Koning | 1.13,24 |
| 9      | Simon Kuipers     | 1.13,26 |
| 10     | Lars Elgersma     | 1.13,89 |

## 500 meter, 2e run
| rang   | schaatsster         | tijd  |
| ------ | ------------------- | ----- |
| Goud   | Marianne Timmer     | 39,78 |
| Zilver | Frouke Oonk         | 39,97 |
| Brons  | Annette Gerritsen   | 40,20 |
| Brons  | Marieke Wijsman     | 40,20 |
| 5      | Sanne van der Star  | 40,21 |
| 6      | Wieteke Cramer      | 40,74 |
| 7      | Willeke van Benthem | 41,05 |
| 8      | Barbara de Loor     | 41,07 |
| 9      | Marloes Gelderblom  | 41,24 |
| 10     | Renate Groenewold   | 41,42 |

| rang   | schaatser         | tijd  |
| ------ | ----------------- | ----- |
| Goud   | Gerard van Velde  | 36,07 |
| Zilver | Jan Bos           | 36,25 |
| Brons  | Jacques de Koning | 36,30 |
| 4      | Erben Wennemars   | 36,52 |
| 5      | Simon Kuipers     | 36,58 |
| 6      | Yuri Solinger     | 36,96 |
| 7      | Stefan Groothuis  | 36,98 |
| 8      | Remco Olde Heuvel | 37,15 |
| 9      | Alexander Oltrop  | 37,16 |
| 10     | Jurre Trouw       | 37,22 |

## 1000 meter, 2e run
| rang   | schaatsster          | tijd    |
| ------ | -------------------- | ------- |
| Goud   | Marianne Timmer      | 1.19,14 |
| Zilver | Barbara de Loor      | 1.20,36 |
| Brons  | Frouke Oonk          | 1.20,43 |
| 4      | Els Murris           | 1.20,74 |
| 5      | Renate Groenewold    | 1.20,83 |
| 6      | Wieteke Cramer       | 1.20,88 |
| 7      | Marieke Wijsman      | 1.21,18 |
| 8      | Annette Gerritsen    | 1.21,20 |
| 9      | Paulien van Deutekom | 1.21,29 |
| 10     | Willeke van Benthem  | 1.21,59 |

| rang   | schaatser         | tijd    |
| ------ | ----------------- | ------- |
| Goud   | Erben Wennemars   | 1.11,14 |
| Zilver | Beorn Nijenhuis   | 1.11,28 |
| Brons  | Gerard van Velde  | 1.11,67 |
| 4      | Jan Bos           | 1.11,69 |
| 5      | Yuri Solinger     | 1.12,09 |
| 6      | Stefan Groothuis  | 1.12,25 |
| 7      | Simon Kuipers     | 1.12,45 |
| 8      | Remco Olde Heuvel | 1.12,64 |
| 9      | Jacques de Koning | 1.12,71 |
| 10     | Jurre Trouw       | 1.13,69 |

## Eindklassement
| rang   | schaatsster         | 1e 500m | 1e 1000m | 2e 500m | 2e 1000m | puntentotaal |
| ------ | ------------------- | ------- | -------- | ------- | -------- | ------------ |
| Goud   | Marianne Timmer     | 1       | 1        | 1       | 1        | 158.965      |
| Zilver | Frouke Oonk         | 3       | 2        | 2       | 3        | 160.155      |
| Brons  | Annette Gerritsen   | 2       | 5        | 3       | 8        | 161.050      |
| 4      | Marieke Wijsman     | 4       | 8        | 3       | 7        | 161.395      |
| 5      | Wieteke Cramer      | 7       | 6        | 6       | 6        | 162.180      |
| 6      | Barbara de Loor     | 8       | 4        | 8       | 2        | 162.415      |
| 7      | Sanne van der Star  | 5       | 12       | 5       | 12       | 162.700      |
| 8      | Renate Groenewold   | 10      | 3        | 10      | 5        | 163.085      |
| 9      | Willeke van Benthem | 6       | 9        | 7       | 10       | 163.135      |
| 10     | Els Murris          | 12      | 7        | 12      | 4        | 163.615      |

| rang   | schaatser         | 1e 500m | 1e 1000m | 2e 500m | 2e 1000m | puntentotaal |
| ------ | ----------------- | ------- | -------- | ------- | -------- | ------------ |
| Goud   | Gerard van Velde  | 1       | 4        | 1       | 3        | 144.075      |
| Zilver | Jan Bos           | 4       | 2        | 2       | 4        | 144.490      |
| Brons  | Jacques de Koning | 3       | 8        | 3       | 9        | 145.465      |
| 4      | Stefan Groothuis  | 7       | 6        | 7       | 6        | 146.390      |
| 5      | Simon Kuipers     | 8       | 9        | 5       | 7        | 146.535      |
| 6      | Yuri Solinger     | 9       | 7        | 6       | 5        | 146.685      |
| 7      | Remco Olde Heuvel | 6       | 5        | 8       | 8        | 146.685      |
| 8      | Alexander Oltrop  | 5       | 13       | 9       | 12       | 148.075      |
| 9      | Jurre Trouw       | 10      | 12       | 10      | 10       | 148.500      |
| 10     | Lars Elgersma     | 11      | 10       | 11      | 17       | 149.040      |